# Megaphthalma
Megaphthalma är ett släkte av tvåvingar. Megaphthalma ingår i familjen kolvflugor.
Kladogram enligt Catalogue of Life och Dyntaxa:
| Megaphthalma | \| \| Megaphthalma americana \| \| \| \| \| \| Megaphthalma pallida \| \| \| \| |
|              | \| \| Megaphthalma americana \| \| \| \| \| \| Megaphthalma pallida \| \| \| \| |
|              | Megaphthalma americana                                                          |
|              |                                                                                 |
|              | Megaphthalma pallida                                                            |
|              |                                                                                 |